# Leila Vaziri

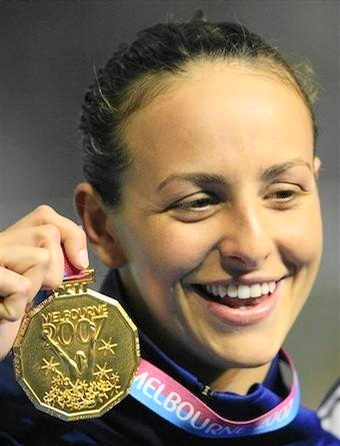
Leila Vaziri mit der Goldmedaille über 50 m Rücken bei den Schwimmweltmeisterschaften 2007

Leila Vaziri (persisch لیلا وزیری; * 6. Juni 1985 in New York City) ist eine US-amerikanische Schwimmerin und Weltmeisterin über 50 m Rücken.
Leila Vaziri wurde als Tochter von Mansour und Lise Vaziri geboren und wuchs in Coral Springs in Florida auf, wo sie die High-School besuchte. Bereits während ihrer High-School-Zeit war sie dreimalige High-School-Meisterin des Staates Florida. Seit 2003 besucht sie die Indiana State University und gehört dem Schwimmteam der Hochschule an.
Im August 2006 gewann sie die US-Meisterschaften ConocoPhillips National Championships über 100 m Rücken und im November 2006 wurde sie in dieser Disziplin zweite bei den US Open.
Am 28. März 2007 bei den Schwimmweltmeisterschaften in Melbourne verbesserte sie im Halbfinale den Weltrekord über 50 m Rücken auf 28,16 s, nachdem sie bereits in den Vorläufen eine neue Jahresbestleistung aufgestellt hatte. Im Finale am 29. März 2007 stellte sie diesen Weltrekord ein und wurde dadurch Weltmeisterin.